# Gran Premi de l'Argentina de 1979
Resultats del Gran Premi de l'Argentina de Fórmula 1 de la temporada 1979, disputat al circuit Oscar Alfredo Galvez de Buenos Aires, el 21 de gener de 1979.

## Resultats
| Pos | No | Pilot                 | Equip                | Voltes | Temps/ Retirada   | Pos. de sortida | Punts |
| --- | -- | --------------------- | -------------------- | ------ | ----------------- | --------------- | ----- |
| 1   | 26 | Jacques Laffite       | Ligier - Ford        | 53     | 1h 36' 03. 2      | 1               | 9     |
| 2   | 2  | Carlos Reutemann      | Lotus - Ford         | 53     | + 14.94 s         | 3               | 6     |
| 3   | 7  | John Watson           | McLaren - Ford       | 53     | + 1' 28.81 min.   | 6               | 4     |
| 4   | 25 | Patrick Depailler     | Ligier - Ford        | 53     | + 1' 41.72 min.   | 2               | 3     |
| 5   | 1  | Mario Andretti        | Lotus - Ford         | 52     | + 1 Volta         | 7               | 2     |
| 6   | 14 | Emerson Fittipaldi    | Fittipaldi - Ford    | 52     | + 1 Volta         | 11              | 1     |
| 7   | 18 | Elio de Angelis       | Shadow - Ford        | 52     | + 1 Volta         | 16              |       |
| 8   | 30 | Jochen Mass           | Arrows - Ford        | 51     | + 2 Voltes        | 14              |       |
| 9   | 27 | Alan Jones            | Williams - Ford      | 51     | + 2 Voltes        | 15              |       |
| 10  | 28 | Clay Regazzoni        | Williams - Ford      | 51     | + 2 Voltes        | 17              |       |
| 11  | 22 | Derek Daly            | Ensign - Ford        | 51     | + 2 Voltes        | 24              |       |
| Ret | 12 | Gilles Villeneuve     | Ferrari              | 48     | Motor             | 10              |       |
| Ret | 31 | Hector Rebaque        | Lotus - Ford         | 46     | Suspensions       | 19              |       |
| Ret | 17 | Jan Lammers           | Shadow - Ford        | 42     | Transmissió       | 21              |       |
| Ret | 20 | James Hunt            | Wolf - Ford          | 41     | Part elèctrica    | 18              |       |
| Ret | 4  | Jean Pierre Jarier    | Tyrrell - Ford       | 15     | Motor             | 4               |       |
| Ret | 15 | Jean Pierre Jabouille | Renault              | 15     | Motor             | 12              |       |
| Ret | 5  | Niki Lauda            | Brabham - Alfa Romeo | 8      | Alim. combustible | 23              |       |
| Ret | 16 | René Arnoux           | Renault              | 6      | Motor             | 25              |       |
| Ret | 11 | Jody Scheckter        | Ferrari              | 0      | Col·lisió         | 5               |       |
| Ret | 3  | Didier Pironi         | Tyrrell - Ford       | 0      | Col·lisió         | 8               |       |
| Ret | 8  | Patrick Tambay        | McLaren - Ford       | 0      | Col·lisió         | 9               |       |
| Ret | 6  | Nelson Piquet         | Brabham - Alfa Romeo | 0      | Col·lisió         | 20              |       |
| Ret | 24 | Arturo Merzario       | Merzario - Ford      | 0      | Col·lisió         | 22              |       |
| NVS | 29 | Riccardo Patrese      | Arrows - Ford        | 0      | No va sortir      | 13              |       |
| NVC | 9  | Hans Joachim Stuck    | ATS - Ford           |        |                   |                 |       |

## Altres
- Pole : Jacques Laffite 1' 44. 20
- Volta ràpida: Jacques Laffite 1' 46. 910 (a la volta 42)